# Selección femenina de fútbol sub-20 de Tailandia
La selección de fútbol femenino sub-20 de Tailandia representa a Tailandia en las competiciones internacionales de fútbol femenino en la categoría. Su organización está a cargo de la Asociación de Fútbol de Tailandia perteneciente a la AFC.

## Estadísticas

### Copa Mundial Femenina Sub-20
| 2002  | No clasificó | No clasificó | No clasificó | No clasificó | No clasificó | No clasificó | No clasificó |             |             |
| 2004  | 12º          | 3            | 0            | 0            | 3            | 0            | 18           |             |             |
| 2006  | No clasificó | No clasificó | No clasificó | No clasificó | No clasificó | No clasificó | No clasificó |             |             |
| 2008  | No clasificó | No clasificó | No clasificó | No clasificó | No clasificó | No clasificó | No clasificó |             |             |
| 2010  | No clasificó | No clasificó | No clasificó | No clasificó | No clasificó | No clasificó | No clasificó |             |             |
| 2012  | No clasificó | No clasificó | No clasificó | No clasificó | No clasificó | No clasificó | No clasificó |             |             |
| 2014  | No clasificó | No clasificó | No clasificó | No clasificó | No clasificó | No clasificó | No clasificó |             |             |
| 2016  | No clasificó | No clasificó | No clasificó | No clasificó | No clasificó | No clasificó | No clasificó |             |             |
| 2018  | No clasificó | No clasificó | No clasificó | No clasificó | No clasificó | No clasificó | No clasificó |             |             |
| 2022  | No clasificó | No clasificó | No clasificó | No clasificó | No clasificó | No clasificó | No clasificó |             |             |
| 2024  | No clasificó | No clasificó | No clasificó | No clasificó | No clasificó | No clasificó | No clasificó |             |             |
| 2026  | Por definir  | Por definir  | Por definir  | Por definir  | Por definir  | Por definir  | Por definir  | Por definir | Por definir |
| Total | 1/10         | 3            | 0            | 0            | 3            | 0            | 18           |             |             |

### Campeonato Sub-19 femenino de la AFC
| Campeonato Sub-19 femenino de la AFC. | Campeonato Sub-19 femenino de la AFC. | Campeonato Sub-19 femenino de la AFC. | Campeonato Sub-19 femenino de la AFC. | Campeonato Sub-19 femenino de la AFC. | Campeonato Sub-19 femenino de la AFC. | Campeonato Sub-19 femenino de la AFC. | Campeonato Sub-19 femenino de la AFC. |
| Año                                   | Resultado                             | J                                     | G                                     | E                                     | P                                     | GF                                    | GC                                    |
| ------------------------------------- | ------------------------------------- | ------------------------------------- | ------------------------------------- | ------------------------------------- | ------------------------------------- | ------------------------------------- | ------------------------------------- |
| 2002                                  | 8º                                    | 3                                     | 1                                     | 0                                     | 2                                     | 2                                     | 12                                    |
| 2004                                  | 4º                                    | 6                                     | 3                                     | 0                                     | 3                                     | 14                                    | 12                                    |
| 2006                                  | No clasificó                          | No clasificó                          | No clasificó                          | No clasificó                          | No clasificó                          | No clasificó                          | No clasificó                          |
| 2007                                  | 6º                                    | 3                                     | 1                                     | 0                                     | 2                                     | 3                                     | 5                                     |
| 2009                                  | 7º                                    | 3                                     | 0                                     | 0                                     | 3                                     | 1                                     | 11                                    |
| 2011                                  | No clasificó                          | No clasificó                          | No clasificó                          | No clasificó                          | No clasificó                          | No clasificó                          | No clasificó                          |
| 2013                                  | No clasificó                          | No clasificó                          | No clasificó                          | No clasificó                          | No clasificó                          | No clasificó                          | No clasificó                          |
| 2015                                  | 6º                                    | 3                                     | 1                                     | 0                                     | 2                                     | 7                                     | 9                                     |
| 2017                                  | 7º                                    | 3                                     | 0                                     | 1                                     | 2                                     | 2                                     | 13                                    |
| 2019                                  | 7º                                    | 3                                     | 0                                     | 0                                     | 3                                     | 2                                     | 8                                     |
| 2022                                  | Por definir                           | Por definir                           | Por definir                           | Por definir                           | Por definir                           | Por definir                           | Por definir                           |
| Total                                 | 7/10                                  | 24                                    | 6                                     | 1                                     | 17                                    | 31                                    | 70                                    |